# Chia (criptomoeda)
Chia é uma criptomoeda em que a mineração é baseada na quantidade de espaço de armazenamento no disco rígido dedicado a ela, em vez de poder de processamento, como acontece com as criptomoedas de Prova de Trabalho como Bitcoin. A plataforma foi criada por uma empresa chamada Chia Network, que teve uma avaliação de 500 milhões de dólares em uma rodada de investimentos recente e afirma ter como objetivo um IPO antes do final de 2021.

## História
A Chia Network foi fundada em 2017 pelo programador americano Bram Cohen, autor do protocolo BitTorrent. Na China, o estoque antes do lançamento de maio de 2021 levou à escassez e a um aumento no preço das unidades de disco rígido (HDD) e unidades de estado sólido (SSD). Escassez também foi relatada no Vietnã. A Phison, uma empresa taiwanesa de fabricação de eletrônicos, estimou que os preços dos SSDs aumentarão 10% em 2021 por causa da Chia. A fabricante de discos rígidos Seagate disse em maio de 2021 que a empresa estava recebendo muitos pedidos e que a equipe estava trabalhando para "se ajustar à demanda do mercado". Em maio de 2021, Gene Hoffman, presidente da Chia Networks, admitiu que "meio que destruímos a cadeia de suprimentos de curto prazo" para discos rígidos. Também foram levantadas preocupações sobre o processo de mineração também ser potencialmente prejudicial à vida útil dos drives.